# 영전초등학교 (전북)
영전초등학교는 대한민국 전북특별자치도 부안군에 있는 공립 초등학교이다.

## 학교 연혁
- 1967년 3월 1일: 유천국민학교 영전분교장 인가
- 1968년 4월 1일: 영전국민학교 개교
- 1999년 12월 15일: 유천초등학교 통합
- 2010년 3월 1일: 보안초등학교 통합

## 참고 자료
- 영전초등학교 - 한국교육학술정보원 학교알리미